# Victoria (El Salvador)
Victoria è un comune del dipartimento di Cabañas, in El Salvador.